# Свобода, Ярослав
Ярослав Свобода (чеш. Jaroslav Svoboda; род. 1 июня 1980, Червенка, Чехословакия) — чешский хоккеист, нападающий. Чемпион мира среди молодёжных команд 2000 года.

## Карьера
Ярослав Свобода начал свою хоккейную карьеру в 1997 году, в клубе «Оломоуц». За свою карьеру он сменил много команд, играл в чешской Экстралиге, КХЛ и НХЛ за «Каролину Харрикейнз» и «Даллас Старз». В составе молодёжной сборной Чехии Свобода стал чемпионом мира в 2000 году. Завершил карьеру в 2017 году.

## Достижения

### Командные
- Чемпион мира среди молодёжи 2000
- Чемпион Западной хоккейной лиги 2000
- Серебряный призёр чешской экстралиги 2012

### Личные
- Лучший бомбардир (28 очков) и снайпер (15 голов) плей-офф Западной хоккейной лиги 2000

## Статистика
- Чешская экстралига — 351 игра, 124 очка (73 шайбы + 51 передача)
- НХЛ — 159 игр, 34 очка (13+21)
- КХЛ — 25 игр, 2 очка (2+0)
- АХЛ — 84 игры, 34 очка (15+19)
- ИХЛ — 52 игры, 14 очков (4+10)
- Чешская первая лига — 2 игры
- Словацкая экстралига — 30 игр, 12 очков (4+8)
- Словацкая первая лига — 17 игр, 21 очко (12+9)
- Национальная лига Б — 5 игр, 3 очка (1+2)
- Западная хоккейная лига — 138 игр, 157 очков (66+91)
- Мемориальный кубок — 3 игры
- European Trophy — 14 игр, 4 очка (3+1)
- Всего за карьеру — 880 игр, 405 очков (193+212)